# 小野健斗
小野 健斗（おの けんと、1989年8月9日 - ）は、日本の俳優、モデル。神奈川県横浜市出身、東京都育ち。本名同じ。

## 来歴
2004年、第17回「ジュノン・スーパーボーイ・コンテスト」に参加。雑誌『ラブベリー』のモデルを経て、2006年の舞台『ミュージカル・テニスの王子様』の柳蓮二役で俳優デビュー。2008年まで同舞台に出演。
2010年、『天装戦隊ゴセイジャー』にて、ハイド / ゴセイブルー 役で出演。2012年、肺気胸の発病により朗読劇の極上文學『銀河鉄道の夜』を降板。その後入院し手術を受けて無事退院した。手術後はスキューバーダイビングが二度と出来なくなったと話している。
2014年1月21日、公式ブログにて2014年1月で約8年所属したスターダストプロモーションを1月末で退社し、1年間活動を休止することを発表する。2015年2月20日、メサイア「影青ノ章」に出演し、芸能活動を再開。同年5月15日、Twitterとブログにて、有限会社レイネットへの所属を報告。
2016年10月20日、小野の主演でレイネットが制作に携わっていた舞台「『バルトロメ』〜或るゲームの代償〜」が、フライヤーの配布やチケットの先行予約の段階まで行っていたにもかかわらず、制作側の諸事情による突如の舞台中止とレイネットの公式サイトやTwitter、出演者たちのブログやSNSで発表された。この作品の出演者するはずの1人だった五十嵐啓輔の公式ブログによれば出演者にも急遽中止という連絡だった。11月1日に小野自身も公式ブログでこの件についてコメントし「いつか上演できることを願い」と記載している。
2017年1月8日、公式ブログで、2016年12月7日に破産申請が行われたと報じられたレイネットを退社し、俳優活動を続けていくことを公表。このことは、スポニチでも取り上げられた。同年9月16日にTwitterでJJプロモーションへの移籍を発表した。2023年12月1日からJJプロモーションを退所してフロム・ファーストプロダクションに所属した事を発表した。

## 人物
- 芸能界に入ったきっかけは子役時代から活動していた姉の小野麻亜矢の影響で、中学2年と3年の時にジュノン・スーパーボーイ・コンテストには2度応募したが落選。MEN'S NON-NOのオーディションにも応募していたが、こちらも最終選考まで残っていたものの落選していた。その後は様々な芸能事務所に履歴書を送りスターダストプロモーションの養成所にオーディションで合格したが、大きな仕事を取ってこないと本契約にならない契約で、その時に『ミュージカル・テニスの王子様』のオーディションを受けて合格し本採用となった。
- 小学5年生の時に神奈川から東京に家族で引っ越しており、その時に初恋の人がいたが入学先の高校で再会している。両親は代々木で英国式カレー「ヒュッテマンクス」というカレー屋を経営していた。
- 演出家の西森英行は、「そんなに簡単に愛嬌を振りまかないけれど、きちんと人に心を尽くすタイプでこちらの意見に必ず何かを返してくる」と小野を評価している[5]。
- 活動休止中にCFDクリスタルフラワーデザイナーズのフラワーデザイナーとしてのライセンスを取得しており、フラワーデザイナーKENTOという名義で2015年2月に他のフラワーデザイナーたちと共にパリでフラワーの勉強もしたことがある。俳優に復帰してからも、フラワーデザイナーとしての講習会やフラワーショーのイベントにショーモデルとして時々参加している。
- モデル出身なこともあり小顔で股下が90cmあり[6]、2次元体型がそのまま再現されていると評されるほどスタイルがよい。大食いで太らない（むしろ太れない）体質だが姉のブログによると小野は胃下垂で、彼の両親と姉も胃下垂であるために遺伝的なものであると思われる[7]。
- 好きな色は青。自分のダーツも青色で統一している[8]。
- 実家では共にオスの犬と猫を飼っていた。犬のテンの名前の店長の由来は小野が知っている飲食店の店長に似ていたからだが、そのうち外で呼んでいたテンになった[注 2]。猫のクゥは小野が学生時代に拾ってきたが、名前の由来は姉によると子猫の時にクゥクゥ鳴くからとか当時チワワのくぅ～ちゃんが流行していた流れから。過去に犬はミリー、猫はシュウとニャーの2匹がいた。

## 出演

### テレビドラマ
- ウルトラマンマックス 第25話「遥かなる友人」(2005年12月17日、TBS) - 高校生 役 ※「小野健人」名義
- 怨み屋本舗シリーズ - シュウ 役
  - 怨み屋本舗スペシャル2 マインドコントロールの罠（2009年1月7日、テレビ東京）
  - 怨み屋本舗REBOOT（2009年、テレビ東京）
- Q.E.D. 証明終了 第3回（2009年1月22日、NHK） - コータ 役
- 警視庁南平班〜七人の刑事〜（2009年8月24日、TBS）
- 天装戦隊ゴセイジャー（2010年2月14日 - 2011年2月6日、テレビ朝日） - ハイド / ゴセイブルー 役
- スーパー戦隊VSシリーズ劇場（2010年5月23日 - 12月26日、テレビ朝日） - ハイド 役
- 満福少女ドラゴネット 第11話（2010年9月11日、テレビ神奈川） - 吾妻雪人 役
- Messiah メサイア -影青ノ章-（2015年2月20日 - 3月27日、TOKYO MX） - 御津見珀 役
- 夜カフェ（2016年10月2日 - 23日、TOKYO MX2） - 小西小太郎 役
- わたし旦那をシェアしてた（2019年7月4日 - 9月6日、読売テレビ・日本テレビ） - 鑑識官・野村大輔 役
- 相棒Season22　第14話（2024年1月31日、テレビ朝日） - 横井正孝 役

### 映画
- 花婿は18歳（2009年） - 登戸耕太郎 役
- ビートロック☆ラブ（2009年） - Roku 役
- スーパー戦隊シリーズ - いずれも、ハイド / ゴセイブルー 役
  - 侍戦隊シンケンジャーVSゴーオンジャー 銀幕BANG!!（2010年） - 声のみ
  - 天装戦隊ゴセイジャー エピックON THEムービー（2010年）
  - 天装戦隊ゴセイジャーVSシンケンジャー エピックon銀幕（2011年）
  - ゴーカイジャー ゴセイジャー スーパー戦隊199ヒーロー大決戦（2011年）
- 28 1/2 妄想の巨人（2010年）
- Messiah メサイア -漆黒ノ章-（2013年8月） - 御津見珀 役
  - メサイア外伝−極夜 Polar night−（2017年6月17日） - 御津見珀 役
- 真・事故物件 本当に怖い住民たち（2022年2月18日公開）[9]
- 仁義なき幕末 -龍馬死闘篇-（2023年3月25日） - 原田左之助 役

### 舞台
- ミュージカル・テニスの王子様 - 柳蓮二 役
  - Absolute King 立海 feat.六角〜First Service〜（2006年12月13日 - 2007年1月27日）
  - Dream Live 4th（2007年3月30日・31日、パシフィコ横浜 国立大ホール / 5月17日 - 20日、梅田芸術劇場 シアター・ドラマシティ）
  - Absolute King 立海 feat.六角〜Second Service〜（2007年8月2日 - 9月9日）
  - Progressive Match 比嘉 feat.立海（2007年12月12日 - 2008年2月11日）
  - Dream Live 5th（2008年5月17日・18日、横浜アリーナ / 5月24日・25日、ワールド記念ホール）
- 鉄人28号（2009年） - アンサンブル
- 双牙シリーズ - シュリノスケ 役
  - ソウガ（2009年10月10日 - 18日、全労済ホール スペース・ゼロ）
  - 双牙〜ソウガ〜（2012年10月4日 - 9日、シアター1010）
  - 双牙〜ソウガ〜零（2013年11月13日 - 17日、シアター1010）
- ダブルブッキング（2010年2月25日）　※ゲスト出演
- KEEP OUT!〜勝手にアジトにしないで下さい〜（2011年6月1日 - 5日、シアターサンモール / 6月11日 - 12日、テレピアホール） - 瀬戸隼人 役
- ルドビコ★ Vol.7「八犬伝－疾風異聞録－」（2011年9月16日 - 25日、原宿クエストホール） - 犬沢白水是房 役
- リズミックタウン（2011年12月7日 - 12日、シアターサンモール） - カイ 役
- モンスターボックス（2012年2月1日 - 12日、CBGKシブゲキ!!） - 暁 役
- ミュージカル『薄桜鬼』 シリーズ - 原田左之助 役
  - ミュージカル『薄桜鬼』〜斎藤一篇〜（2012年4月27日 - 5月8日、サンシャイン劇場）[10]
  - ミュージカル『薄桜鬼』〜沖田総司篇〜（2013年3月14日 - 24日、サンシャイン劇場）
  - ミュージカル『薄桜鬼』〜土方歳三篇〜（2013年10月2日 - 11日、日本青年館大ホール）
  - ミュージカル『薄桜鬼』 HAKU-MYU LIVE（2014年1月4日・5日、日本青年館大ホール）
- コードギアス 反逆のルルーシュ -魔人に捧げるプレリュード（2012年4月7日 - 16日、かつしかシンフォニーヒルズ モーツァルトホール） - 玉城真一郎 役
- クリンドルクラックス！（2012年7月28日 -  8月5日、世田谷パブリックシアター / 8月8日、名鉄ホール / 8月11日、サンケイホールブリーゼ） - スパーキー・ウォルナット 役
- サクラ大戦奏組シリーズ - フランシスコ・ルイス・アストルガ 役
  - サクラ大戦奏組〜雅なるハーモニー〜（2012年11月1日 - 11日、スペース・ゼロ）
  - サクラ大戦奏組〜薫風のセレナーデ〜（2013年9月19日 - 23日、天王洲 銀河劇場）
- 朗読劇『しっぽのなかまたち』（2012年12月、スペース・ゼロ）
- 朗読劇 極上文学『夢十夜』（2013年1月17日 - 21日、シアターサンモール） - 主演・蝶 役（Kimeru・小野賢章とのトリプルキャスト）
- Messiah メサイア シリーズ - 御津見珀 役
  - Messiah メサイア -銅ノ章-（2013年4月10日 - 14日、シアターサンモール）
  - Messiah メサイア -白銀ノ章-（2014年1月15日 - 19日、シアターGロッソ）
  - Messiah メサイア -翡翠ノ章-（2015年5月13日 - 24日、サンシャイン劇場 / 5月30日・31日、新神戸オリエンタル劇場）
- BOYS★TALK（2013年6月7日 - 9日、スペース・ゼロ）
- The Fake Time Machine Story ～ウソヘノトビラ～（2013年6月26日 - 7月7日、ザ・ポケット）
- ミュージカル『でも未来には君がいる』（2013年8月14日 - 18日、青山円形劇場）
- 『THE SHINSENGUMI』Sword Dance 〜剣、烈風の如く、真空に舞う〜（2013年12月4日 - 10日、天王洲 銀河劇場 / 12月20日・21日、サンケイブリーゼ） - 原田左之助 役[11]
- WBB vol.8「ネバー×ヒーロー」（2015年6月26日 - 30日、東京芸術劇場 シアターウエスト / 7月3日 - 5日、グランフロント大阪 北館4F ナレッジシアター） - アルティメット・ソリューション 役
- 薔薇色のfrontier - 君への愛を歌にして……（2015年10月28日 - 11月2日、東京芸術劇場 シアターウエスト） - 主演・エドワード・ポートマン／エディ 役
- TOEI HERO NEXT ステージ 舞台「俺たち賞金稼ぎ団」（2015年12月6日、シアター1010） ※スペシャルゲスト
- 「終わりのセラフ」The Musical（2016年2月4日 - 11日、AiiA 2.5 Theater Tokyo） - 一瀬グレン 役[12]
- ミュージカル「さよならソルシエ」（2016年3月17日 - 21日、Zeppブルーシアター六本木） - エミール・ベルナール 役
- ライブ・ファンタジー「FAIRY TAIL」（2016年4月30日 - 5月6日、サンシャイン劇場 / 7月1日 - 3日、上海・藝海劇院） - ヒビキ・レイティス 役
- 明るいお葬式（2016年6月15日 - 19日、俳優座劇場） - 瑞江代々丸 役
- ソラオの世界（2016年7月28日 - 31日、Zeppブルーシアター六本木） - エド 役
- Bank Bang Lesson!!（2016年8月30日 - 9月4日、六行会ホール） - 主演・防犯訓練に客役としてやってきた青年 役
- おそ松さん on STAGE 〜SIX MEN'S SHOW TIME〜 シリーズ- チョロ松（F6） 役
  - おそ松さん on STAGE 〜SIX MEN'S SHOW TIME〜（2016年9月29日 - 10月3日、梅田芸術劇場 シアタードラマシティ / 10月13日 - 23日、Zeppブルーシアター六本木）
  - おそ松さん on STAGE 〜SIX MEN'S SHOW TIME 2〜（2018年2月23日 -26日、梅田芸術劇場 メインホール / 3月1日 - 3月11日、TOKYO DOME CITY HALL）
  - おそ松さん on STAGE ～SIX MEN'S SHOW TIME 3～（2019年11月21日 - 24日、あましんアルカイックホール / 11月28日 - 12月8日、舞浜アンフィシアター）
- カフェ・パラダイス（2016年11月23日 - 27日、博品館劇場） - 小西小太郎 役
- 初恋モンスター（2017年3月3日 - 12日、品川プリンスホテル クラブeX） - 多賀敦史 役
- ミュージカル『花・虞美人』（2017年3月26日 - 31日、赤坂ACTシアター / 4月15日・16日、愛知県芸術劇場大ホール / 4月22日・23日、森ノ宮ピロティホール） - 懐王 役
- Fate/Grand Order THE STAGE -神聖円卓領域 キャメロット-（2017年7月14日 - 17日・9月29日 - 10月8日、Zeppブルーシアター六本木） - ランスロット 役[13]
  - Fate/Grand Order THE STAGE -冠位時間神殿ソロモン-（2020年10月18日、TACHIKAWA STAGE GARDEN / 10月24日 - 30日、東京国際フォーラム ホール）[14]
- 煉獄に笑う（2017年8月24日 - 9月3日、サンシャイン劇場 / 9月8日 - 10日、森ノ宮ピロティホール） - 百地海臣 役
- 舞台『K』シリーズ - 宗像礼司 役
  - K -MISSING KINGS-（2017年10月19日 - 22日、京都劇場 / 10月27日 - 29日、天王州 銀河劇場）
  - K -RETURN OF KINGS-（2019年3月1日 - 10日、銀河劇場 / 3月15日 - 17日、メルパルク大阪）
- 義風堂々‼︎（2017年11月17日 - 26日、AiiA 2.5 Theater Tokyo / 12月9日 - 10日、大阪メルパルクホール） - 下坂左玄 役
- 舞台「真・三國無双 官渡の戦い」（2018年4月26日 - 5月1日、全労済ホール スペース・ゼロ / 5月5日 - 6日、サンケイホールブリーゼ） - 賈充 役[15]
- 少年社中「MAPS」（2018年5月31日 - 6月12日、紀伊國屋ホール / 6月22日 - 24日、ABCホール） - 剣士 役[16]
- LADY OUT LAW!（2018年9月14日 - 24日、品川プリンスホテル クラブeX） - 修道長・医者 役[17]
- RE-INCARNATION　RE-COLLECT（2018年12月20日 - 27日、全労済ホール スペース・ゼロ） - 睚眦 役
- オムイズムvol.2『園園～そのその～』（2019年1月23日 - 26日、北沢タウンホール） - 主演
- 舞台「西遊記 〜千変万化〜」（2019年4月25日 - 5月5日、俳優座劇場）[18]
- 山田邦子芸能生活40周年記念公演 山田邦子の門（2019年5月22日 - 6月6日、紀伊國屋サザンシアター TAKASHIMAYA 他） - 健仁 役
- LGBT THEATER Vol.1「MOTHERS AND SONS -母と息子-」（2019年7月26日 - 8月4日、サンシャイン劇場） - ウィル 役
- 舞台「五右衛門マジック」（2019年10月10日 - 20日、CBGKシブゲキ!!） - 石田三成 役
- ミュージカル『新テニスの王子様』 - 徳川カズヤ 役[19]
  - The First Stage（2020年12月12日 - 24日、日本青年館ホール / 2020年12月29日 - 2021年1月10日、メルパルクホール大阪）[20][21]
  - The Second Stage （2022年1月28日 - 2月6日、KAAT神奈川芸術劇場 ホール / 2月11日 - 20日、TOKYO DOME CITY HALL / 2月25日 - 27日、メルパルクホール大阪）[22]
  - Revolution Live 2022（2022年10月6日 - 10日、幕張メッセ 幕張イベントホール）[23]
  - The Third Stage（2023年10月6日 - 15日、TOKYO DOME CITY HALL / 10月20日 - 29日、メルパルク大阪 ホール / 11月3日 - 12日、TACHIKAWA STAGE GARDEN）[24]
  - The Fifth Stage（2025年10月3日 - 13日〈予定〉、Kanadevia Hall / 10月18日 - 26日〈予定〉、SkyシアターMBS / 10月31日 - 11月2日〈予定〉、土岐市文化プラザ サンホール / 11月7日 - 16日〈予定〉、Kanadevia Hall）[25]
- 「白からはじまる世界」（2021年6月9日 - 16日、シアターサンモール）[26]
- 方南ぐみ企画公演 朗読劇「あの空を。」（2021年9月10日 - 19日、俳優座劇場）※9月11日14時公演[27]
- 舞台『血界戦線』Blitz Along Alone（2021年10月22日 - 31日、天王洲 銀河劇場 / 11月4日 - 7日、梅田芸術劇場 シアター・ドラマシティ） - ザメドル 役[28]
- 舞台「コーリング」（2021年12月15日 - 19日、浅草花劇場） - 白石海斗 役[29]
- 舞台『紅葉鬼』～酒呑奇譚～（2022年5月8日 - 15日、シアター1010） - 帝 役
- ミュージカル『モダン・ミリー』（2022年9月7日 - 26日、シアタークリエ / 10月1日・2日、新歌舞伎座） - チン・ホー 役[30]
- 舞台「リコリス・リコイル」（2023年1月7日 - 15日、天王洲 銀河劇場） - 吉松シンジ 役[31]
  - 舞台「リコリス・リコイル」Life won't wait.（2024年6月7日 - 16日、シアターGロッソ）[32]
- あの空を。（2023年1月29日、俳優座劇場）[33]
- 舞台「仁義なき幕末 -令和激闘篇-」（2023年4月27日 - 5月7日、サンシャイン劇場 / 5月18日 - 21日、梅田芸術劇場 シアター・ドラマシティ） - 原田左之助 役[34]
- 『ワールドトリガー the Stage』B級ランク戦開始編（2023年8月5日・6日、シアター1010 / 8月10日 - 13日、サンケイホールブリーゼ / 8月18日 - 27日、天王洲 銀河劇場） - 二宮匡貴 役[35]
  - 『ワールドトリガー the Stage』B級ランク戦最終決戦編（2025年4月12日 - 20日、日本青年館ホール / 4月24日 - 27日、COOL JAPAN PARK OSAKA WWホール / 5月2日 - 11日、シアターH）[36]
- Action Stage『エリオスライジングヒーローズ』（2024年3月7日 - 16日、シアター1010 / 3月23日・24日、京都劇場） - シリウス 役[37]
  - Action Stage『エリオスライジングヒーローズ』-SUMMER FESTIAL-（2025年8月7日 - 17日〈予定〉、シアターH / 8月23日・24日〈予定〉、SkyシアターMBS）[38]
- 舞台『夢職人と忘れじの黒い妖精』（2024年8月2日 - 12日、シアターH） - カミュ 役[39][40]
- 舞台『最果てリストランテ』（2024年12月20日 - 24日、R'sアートコート） - 主演[41]
- 音楽劇『無人島に生きる十六人』（2025年1月25日 - 2月2日、日本青年館ホール） - 川口雷蔵 役[42][43]

### イベント
- おそ松さん on STAGE 関連イベント・ライブ
  - 「STAGE FES 2017-2018」（2017年12月31日、大宮ソニックシティ 大ホール）
  - スペシャルイベント「おそ松さん on STAGE ～SIX MEN'S FESTIVAL～」（2018年3月25日、パシフィコ横浜 国立大ホール）
  - F6 1st LIVEツアー「Satisfaction」（2018年8月11日、豊洲PIT / 8月16日、舞浜アンフィシアター / 8月19日、ミュージックタウン音市場 / 8月25日、大阪メルパルクホール）
  - 「STAGE FES 2018-2019」（2018年12月31日、大宮ソニックシティ 大ホール）
  - 「STAGE FES 2019-2020」（2019年12月31日、大宮ソニックシティ 大ホール）
  - F6 2nd LIVEツアー「FANTASTIC ECSTASY」（2020年2月22日 - 23日、幕張メッセ イベントホール / 3月4日、大阪城ホール / 3月14日、ミュージックタウン音市場 / 3月19日 - 20日、幕張メッセ イベントホール）
- おふたりさん（仮）イベント
  - 松田凌×小野健斗 HAPPY BIRTHDAY FESTIVAL（2018年9月1日）
  - 松田凌×小野健斗 HAPPY BIRTHDAY FESTIVAL WIHTE/BLACK（2019年9月1日）

### バラエティ
- サカスさん（2009年3月31日 - 8月31日、TBS）

### CM
- 城南進学研究社 城南予備校（2006年9月 - 2008年2月）
- KAGOME 野菜生活100『野菜の色』篇（2008年7月 - 9月）
- バンダイナムコゲームス PSP ソウルキャリバーブロークンデスティニー（2009年7月 - 10月）

### PV
- JUJU feat. Spontania「素直になれたら」（2008年） - Sony Music Online Japan特設ページ「DOR@MO」にて配信された携帯音楽ドラマにも出演
- MAY'S「I LOVE YOUが言えなくて」（2009年）
- 花園直道「東京・ア・ゴー・ゴー」（2015年）

### WEB
- 携帯ドラマ 幼なじみ（魔法のiらんど、2008年6月） - 中野章 役
- ファッションブランド『Sise』コレクション2009イメージモデル
- アネキとボクのヘルシークッキング（2008年12月・2009年12月） ※ゲスト
- BeeTVドラマ 親父の仕事は裏稼業（2012年8月20日配信） - 松田義男 役
- これからはじめるファイナルファンタジーXIV「学園エオルゼア」（2016年8月21日 - 2017年4月1日、ニコニコ生放送）[44]
- 松田凌×小野健斗のおふたりさん（仮）（2016年11月4日 - 、ニコニコ生放送）[45]
- Brillia PUZZLE ROOM（2017年9月4日配信、YouTube） - 土方龍二 役
- あいつのホンネ 女は知らない男のキモチ（2018年）
- ネットドラマ『即興演技サイオーガウマ』SEASON:03 松田凌 × 小野健斗（2019年10月30日配信）[46]
- あつまれっ!炎のモルックリーグ!（2021年9月1日、U-NEXT）全2回[47]
- ギーツエクストラ 仮面ライダーパンクジャック（2023年5月21日、東映特撮ファンクラブ） - 真島一樹 / 警備隊ライダー 役[48]

## ディスコグラフィ

### 参加楽曲
| 発売日         | 商品名                                                    | 歌                                                                                  | 楽曲 | 備考                                                      |
| -------------- | --------------------------------------------------------- | ----------------------------------------------------------------------------------- | --- | --------------------------------------------------------- |
| 2010年12月29日 | 天装戦隊ゴセイジャー 全曲集 スーパーソングスダイナミック! | ゴセイジャー                                                                        | 「Over The Rainbow」                                                                                               | テレビドラマ『天装戦隊ゴセイジャー』挿入歌                |
| 2010年12月29日 | 天装戦隊ゴセイジャー 全曲集 スーパーソングスダイナミック! | ゴセイジャー、高橋秀幸                                                              | 「ガッチャ☆ゴセイジャー（TYPE2護星天使ヴァージョン）」                                                             |                                                           |
| 2017年2月10日  | おそ松さん on STAGE 〜SIX MEN'S SONG TIME〜               | F6                                                                                  | 「WAKE UP! 〜SIX MEN'S SHOW TIME!!!!!!〜」 「六つ無情の数え歌」 「聖なるかな匣智裡紙」 「Forever 6ock You」        | 舞台『おそ松さん on STAGE 〜SIX MEN'S SHOW TIME〜』関連曲 |
| 2017年2月10日  | おそ松さん on STAGE 〜SIX MEN'S SONG TIME〜               | 松野家六兄弟×F6×トト子（酒井蘭）×イヤミ（村田充）×チビ太（Kimeru）×ハタ坊（原勇弥） | 「SIX FAME FACES 〜舞台も最高!!!!!!ffffff!!!!〜」                                                                  | 舞台『おそ松さん on STAGE 〜SIX MEN'S SHOW TIME〜』関連曲 |
| 2018年12月21日 | Satisfaction                                              | F6                                                                                  | 「Magic Night Satisfaction」 「ビューティームーン・ミステリアス」 「ALL We MEET With LOVE」 「NO DARLING NO WIFE」 |                                                           |

### ライブ映像
|          | 発売日         | タイトル                      | 規格品番      | 規格品番      | オリコン 最高位（BD） | オリコン 最高位（DVD） |
| Blu-ray  | 発売日         | タイトル                      | DVD           |               | オリコン 最高位（BD） | オリコン 最高位（DVD） |
| -------- | -------------- | ----------------------------- | ------------- | ------------- | --------------------- | ---------------------- |
| [ 注 3 ] | 2018年12月21日 | F6 LIVE TOUR 「Satisfaction」 | EYXA-12065～6 | EYBA-12063～4 |                       |                        |

## 書籍

### 写真集
- nachural（SDP、2007年8月29日発売）ISBN 4903620158 - 滝口幸広、高木心平、夕輝壽太と自身を含めた4人の写真集[49]。
- Kento Ono（SDP、2008年3月17日発売）
- LOVE DIVING（学研、2009年2月26日発売） - 映画『ビートロック☆ラブ』公式写真集。
- 天装戦隊ゴセイジャー写真集 GOTCHA! （ポストメディア編集部、2010年8月27日発売）
- an object（SDP、2010年11月19日発売）

### カレンダー
- 「nachural」オリジナル2008年カレンダー（SDP）